# Кожеков Олексій Васильович
Кожеков Олексій Васильович (нар. 7 травня 1941) — художник, професор, Заслужений діяч мистецтв України (1991), член Національної спілки художників України.

## Біографія
Народився 7 травня 1941 року селі Ходоровичах Могильовської області (Білорусь). В 1967 році закінчив Київський державний художній інститут ((майстерня монументального живопису В. Чеканюка)). Працює в галузі живопису, монументального мистецтва.
Викладає у Національній академії образотворчого мистецтва і архітектури з 1973. Був деканом творчих факультетів у 1989—1996. З 1994 — професор. З 2000 очолює майстерню монументального живопису. Також керує професійною і творчою підготовкою асистентів-стажистів.
Серед учнів — Колесников Дмитро Володимирович.

## Творчість
Основні твори:
- «Дід та онук» (1968);
- вітражі та розпис в училищі зв'язку (1977);
- «У корабелів» (1981);
- «За легендами України» (1995);
- «Гори Криму» (1997—2001).